# Cylindrospermum
Cylindrospermum — рід ціанобактерій, що формують ланцюжкові колонії. У наземних екосистемах Cylindrospermum міститься в ґрунтах, а у водних зазвичай росте як частина перифітону на водних рослинах. Клітини здатні до фіксації азоту.

## Види
- C. alatosporum
- C. badium
- C. catenatum
- C. licheniforme
- C. majus
- C. marchicum
- C. michailovskoense
- C. moravicum
- C. muscicola
- C. pellucidum
- C. siamensis
- C. skujae
- C. stagnale